# Belleview
Belleview é uma cidade localizada no estado americano da Flórida, no condado de Marion. Foi incorporada em 1885.

## Geografia
De acordo com o United States Census Bureau, a cidade tem uma área de 8,4 km², onde todos os 8,4 km² estão cobertos por terra.

### Localidades na vizinhança
O diagrama seguinte representa as localidades num raio de 32 km ao redor de Belleview. 

## Demografia
Segundo o censo nacional de 2010, a sua população é de 4 492 habitantes e sua densidade populacional é de 537 hab/km². É a localidade mais densamente povoada do condado de Marion, e a que, em 10 anos, teve o maior crescimento populacional do condado. Possui 2 324 residências, que resulta em uma densidade de 277,8 residências/km².